# Southern California Sports Club
Southern California Sports Club, mais conhecido como SoCal SC, foi uma agremiação esportiva da cidade de San Bernardino, Califórnia Disputava a National Premier Soccer League. O clube foi extinto em 19 de julho de 2017.

## História
O clube foi fundado no dia 2 de dezembro de 2015 e teve sua primeira temporada na NPSL em 2016. Na temporada 2016 a equipe chegou até os playoffs, mas foi eliminada para o Albion SC Pros.